# Whiskey sour

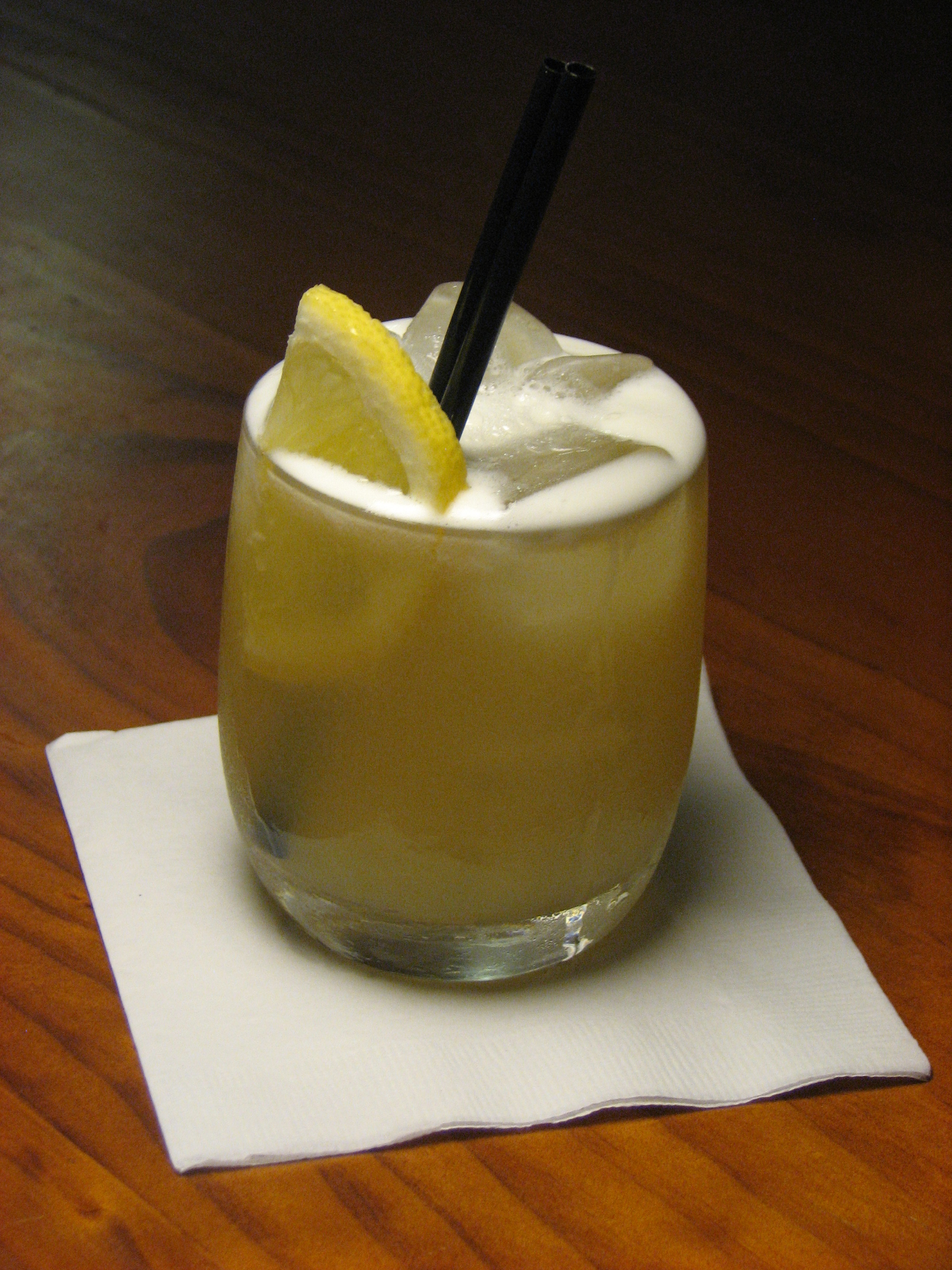
Whiskey sour

De whiskey sour is een cocktail van whiskey (vaak bourbon) met citroensap, suiker (of suikersiroop) en optioneel een scheut eiwit.
Als garnituur wordt traditioneel een half sinaasappelschijfje en/of een maraschinokers toegevoegd.
Volgens de International Bartenders Association wordt deze cocktail geserveerd in een klassiek whiskyglas met verhoudingen 3 delen whiskey, 2 delen citroensap en 1 deel suikersiroop.